# Мірела Кумбаро
Мірела Кумбаро (алб. Mirela Kumbaro Furxhi; нар.  4 березня 1966, Тирана, Албанія) — албанський політик. 2013 року її було обрано Міністром культури Албанії.

## Біографія
Мірела Кумбаро народилася 1966 року в місті Тирана. Вона закінчила факультет іноземних мов (французька) Тиранського університету в 1988 році. З 2009 року — доктор філософії з перекладознавства, а з 2012 року вона є асоційованим професором лінгвістики у Тиранському університеті.
Мірела Кумбаро є перекладачем (вільно володіє французькою та італійською, добре володіє англійською), видавцем.